# David Denton
Pas d'image ? Cliquez ici

a Compétitions nationales et continentales officielles uniquement.

b Matchs officiels uniquement.
Dernière mise à jour le 8 février 2025.
David Denton, né le 5 février 1990 à Marondera (Zimbabwe), est un joueur international écossais de rugby à XV évoluant principalement au poste de troisième ligne centre (1,96 m pour 114 kg). Il représente l'équipe d'Écosse à 42 reprises entre 2011 et 2018.

## Biographie
David Denton est né au Zimbabwe, où il grandit dans un premier temps, avant de rejoindre l'Afrique du Sud où il termine son éducation. Il est sélectionnable avec l'Écosse grâce à sa mère native de Glasgow.
Il obtient sa première cape internationale avec l'équipe d'Écosse le 6 août 2011 à l'occasion d'un match contre l'équipe d'Irlande à Édimbourg.
Il annonce la fin de sa carrière sur l'avis de son neurochirurgien le 16 septembre 2019, à 29 ans, après une commotion cérébrale survenue en octobre de l'année précédente durant un match de club avec sa nouvelle équipe des Leicester Tigers. Presque un an après cette blessure, Denton reconnaît souffrir tous les matins d'une pression anormale dans le crâne, de troubles de la vision et d'une incapacité irrémédiable à passer un test de protocole commotion.

## Statistiques en équipe nationale
- 42 sélections (28 fois titulaire, 14 fois remplaçant)
- Sélections par année : 1 en 2011, 8 en 2012, 8 en 2013, 6 en 2014, 9 en 2015, 3 en 2016, 7 en 2018
- Tournois des Six Nations disputés : 2012, 2013, 2014, 2015, 2016, 2018

En Coupe du monde :
- 2015 : 4 sélections (Japon, Afrique du Sud, Samoa, Australie)